# Confrontos entre Bahia e Fluminense no futebol
Bahia e Fluminense fazem um importante clássico interestadual brasileiro, envolvendo os dois tricolores dos estados da Bahia e do Rio de Janeiro.

## Introdução
Esse confronto reúne dois clubes campeões brasileiros, os tradicionais tricolores da Bahia versus o do Rio de Janeiro, detentores de seis títulos do principal campeonato deste país, sendo quatro conquistas do Fluminense e duas do Bahia, o primeiro campeão nacional do Brasil.
O Esporte Clube Bahia é o adversário interestadual com o qual o Fluminense mais disputou partidas fora da Região Sudeste e da dupla Gre-nal, sendo o nono de outro estado e incluindo todos os clubes indistintamente o vigésimo primeiro com mais confrontos realizados pelo clube carioca.

## História
O Esporte Clube Bahia foi formado por 70 pessoas, em sua maioria ex-atletas da Associação Atlética da Bahia e do Clube Bahiano de Tênis. A convite do Bahiano, o Fluminense fez a sua primeira excursão ao Nordeste do Brasil, em 1923, tendo enfrentado na primeira partida a Associação Atlética, com vitória do Fluminense por 3 a 1, conquistando nessa ocasião a Taça Associação Athletica Baiana.
Na primeira partida entre Bahia e Fluminense, em 4 de março de 1945, a vitória do Flu em Salvador por 2 a 1 lhe valeu as conquistas das taças Esporte Clube Bahia e Prefeito de Salvador.<
A primeira vitória do Bahia aconteceu em 1 de abril de 1956, partida disputada no Campo da Graça, por 2 a 1, na quinta partida entre os dois clubes.
Já a primeira vez que o confronto se realizou no Rio de Janeiro, empate por 1 a 1 em Laranjeiras no dia 17 de maio de 1961, ano em que o estádio do Fluminense viria a perder parte de suas arquibancadas ao seu final, na décima primeira partida realizada entre os dois oponentes.
A vitória do Fluminense por 3 a 1 no Estádio da Fonte Nova em  23 de outubro de 1968 pelo Torneio Roberto Gomes Pedrosa, foi a primeira partida entre Bahia e Fluminense por uma competição nacional.
Em 1971 o Fluminense conquistou o Torneio José Macedo Aguiar ao vencer em Salvador o Bahia por 1 a 0, competição disputada também por Flamengo e Vitória.
O recorde de público deste confronto (e recorde em partidas de futebol entre clubes na Região Nordeste, e no Brasil fora da Região Sudeste), aconteceu pela semifinal do Campeonato Brasileiro de 1988, vitória baiana por 2 a 1, em partida que classificaria o Esporte Clube Bahia para a final e que lhe acabaria por conceder o seu segundo título nacional, perante cerca de 120.000 torcedores na Fonte Nova, sendo 112.438 deles, pagantes. Nessa edição do campeonato nacional aconteceram três confrontos, com uma vitória para cada lado e um empate.
Outros jogos importantes foram no mata-mata pelas oitavas de final Copa do Brasil de 2007, quando o Fluminense  desclassificaria o Bahia e se sagraria campeão ao final dessa competição. Ocorreram dois empates, 1 a 1 no Rio de Janeiro e 2 a 2 na Bahia, com o Fluminense passando de fase pela regra do gol fora de casa.

## Ídolos
Bobô
Considerado um dos maiores ídolos do Bahia, onde foi tricampeão baiano e campeão brasileiro em 1988, Bobô atuou pelo Fluminense entre 1991 a 1993, onde formou uma grande dupla de ataque com Ézio, tendo sido vice campeão da Copa do Brasil de 1992.
Leo Briglia
Artilheiro do Bahia na conquista da Taça Brasil de 1959, Léo Briglia atuou pelo Fluminense entre 1956 a 1959, marcando 57 gols em 105 partidas e sagrando-se campeão do Torneio Rio-São Paulo de 1957 e do Campeonato Carioca de 1959.
Pedro Amorim
Revelado pelo Bahia, onde sagrou-se campeão baiano em 1938, Pedro Amorim jogaria depois no Fluminense entre 1939 e 1947, conquistando três campeonatos cariocas, entre outros títulos, chegando a Seleção Brasileira em 1941.
Zezé Moreira
Técnico que mais comandou o Fluminense, com 467 partidas e diversos títulos conquistados, Zezé Moreira foi bicampeão baiano em 1978 e 1979, em um período glorioso da História do Bahia, quando o clube atingiu o heptacampeonato estadual, sendo também técnico de destaque no clube baiano.

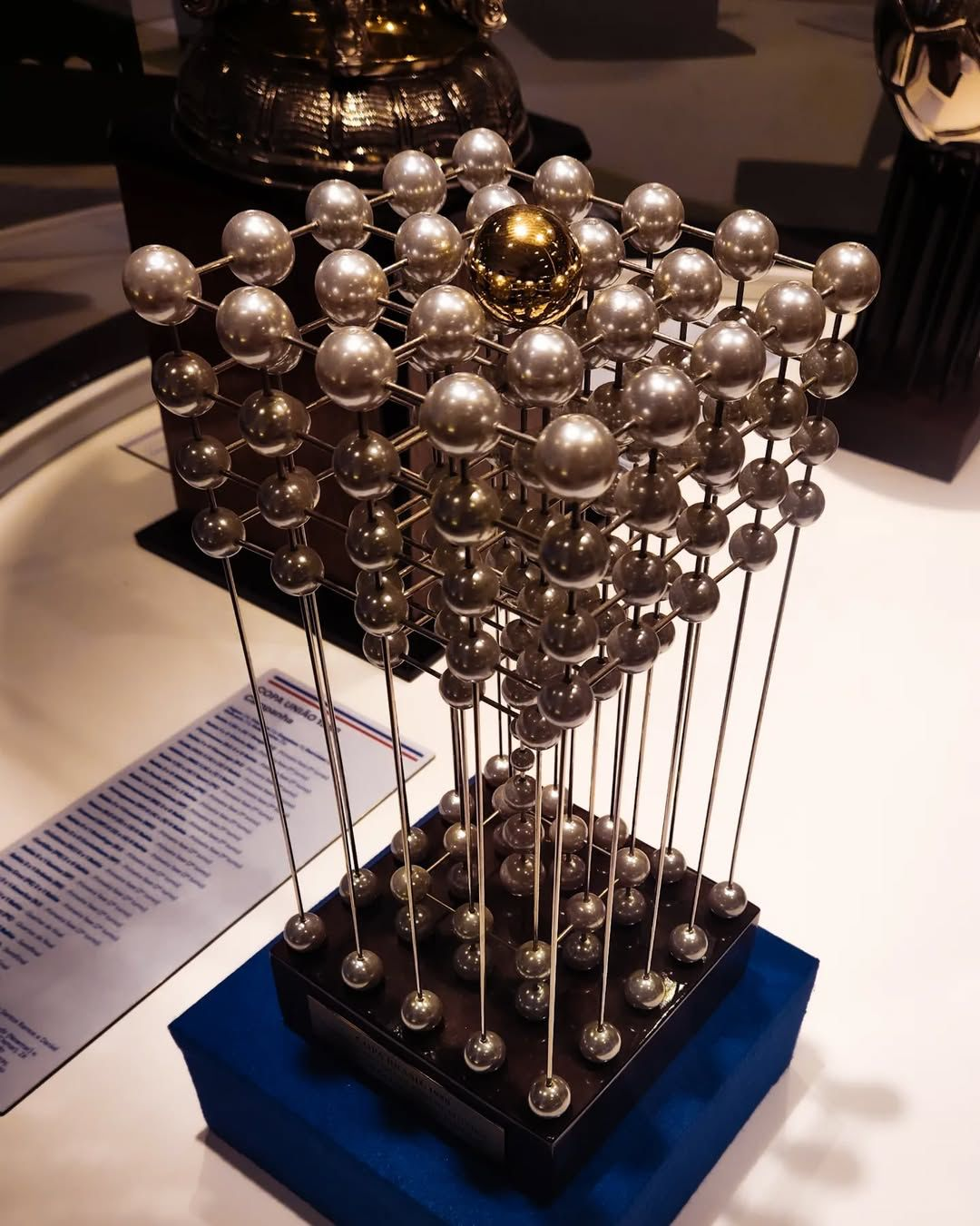
Troféu do Brasileirão de 1988.

## Jogos decisivos
Finais

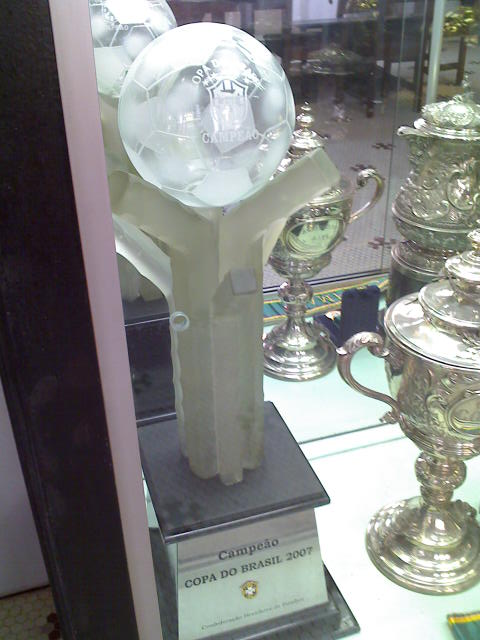
Troféu da Copa do Brasil de 2007.

Em 1971, o Fluminense conquistou o Torneio José Macedo Aguiar em cima do Bahia.
Taças
Em 1945, o Fluminense conquistou a Taça Esporte Clube Bahia e a Taça Prefeito de Salvador em cima do Bahia.
Em 1946,  o Fluminense conquistou a Taça Interventor Federal em cima do Bahia.
Em 1951, o Fluminense conquistou a Taça Secretário da Viação de Obras Públicas da Bahia em cima do Bahia.
Em 1969, o Fluminense conquistou a Taça Associación de La Prensa em cima do Bahia.
Mata-matas em competições da CBF
Em 1988, o Bahia eliminou o Fluminense nas semifinais do Campeonato Brasileiro e avançou à final para conquistar seu 2º título do Brasileirão.
Em 2007, o Fluminense eliminou o Bahia nas oitavas de final da Copa do Brasil e avançou até a final para conquistar o seu 1º troféu da competição.
Em 2025, Bahia e Fluminense se enfrentarão nas quartas de final da Copa do Brasil.

## Outras estatísticas
Cidades e estados
Foram disputadas 42 partidas na Bahia, 25 no Rio de Janeiro, 1 em Sergipe, 1 em São Paulo e 1 no Distrito Federal. A partida realizada no Estado de São Paulo aconteceu em Barueri, com o mando do Bahia, assim como a de Aracaju (SE), enquanto a de Brasília (DF) teve o mando do Fluminense, um total de 44 jogos com o mando baiano e 25 com o mando carioca. Além das 3 cidades onde foram realizadas as partidas em outros estados, apenas as cidades do Rio de Janeiro e Salvador sediaram os jogos.
Principais estádios
34 partidas foram realizadas na Fonte Nova e 18 no Maracanã, estádios que receberam a maioria dos confrontos. Na Fonte Nova o retrospecto é de 11 vitórias do Fluminense, 8 vitórias do Bahia e 15 empates, enquanto no Maracanã é de 13 vitórias do Fluminense, 1 vitória do Bahia e 4 empates.
Campeonato Brasileiro
Pelo Campeonato Brasileiro Unificado foram 51 jogos, com 25 vitórias do Fluminense, 11 do Bahia e 15 empates, 64 gols a favor do Fluminense e 43 a favor do Bahia. A primeira partida entre os dois na competição nacional, ocorreu em 1968, válido pelo Torneio Roberto Gomes Pedrosa, vitória de 3 a 1 do Fluminense na Fonte Nova.
Séries
A maior sequência de invencibilidade é do Fluminense, com treze partidas entre 6 de março de 1991 e 25 de abril de 1997, sendo seis vitórias e sete empates. A maior sequência de invencibilidade a favor do Bahia é de seis partidas, com duas vitórias e quatro empates entre 4 de outubro de 2014 e 26 de maio de 2019.
A única vitória do Bahia sobre o Fluminense no Maracanã aconteceu em partida válida pelo Campeonato Brasileiro de 1987, por 1 a 0, e após isso há em aberto uma sequência de doze jogos sem vitória sobre o Fluminense no estádio carioca, com oito vitórias cariocas e quatro empates, dezesseis gols pró-Flu e três para o Bahia.
A vitória do Bahia por 2 a 0 em 22 de novembro de 2018, quebrou uma invencibilidade de 29 anos do Fluminense contra o clube baiano no Estádio da Fonte Nova, que se arrastava desde após a vitória do Bahia em partida que ficou marcada pelo recorde de público desse estádio em Campeonato Brasileiro conquistado pelo Bahia, um total de nove jogos sem derrota, com duas vitórias do Fluminense e sete empates.

## Recordes

### Artilheiros
Pelo Campeonato Brasileiro, o maior artilheiro do Fluminense nesse confronto é o baiano Washington, com cinco gols marcados nos anos 1980, seguido por Ézio com três gols; já pelo Bahia, Gil Sergipano, Naldinho, Osni e Souza, marcaram dois gols cada um. O maior artilheiro na História desse confronto, incluindo todos os jogos disputados, é Waldo, do Fluminense, com seis gols.

### Goleadas
Maior vitória do Fluminense
| 19 de julho de 2012 | Fluminense                                             | 4 – 0 | Bahia | Estádio Engenhão                                                                       |
| 21:00               | Fred 49' 74' · Thiago Neves 66' · Wallace Oliveira 88' |       |       | Público: 7 413 (5 395 pagantes) Renda: R$ 130 075,00 Árbitro: RS Fabricio Neves Correa |

Maior vitória do Bahia
| 4 de outubro de 1990 | Fluminense           | 1 – 4 | Bahia                                                              | Estádio de Laranjeiras                                                        |
|                      | Alexandre Torres 40' |       | Charles 25' · Gil Sergipano 61' · Naldinho 79' · Luís Henrique 81' | Público: 2 690 pagantes Renda: NCZ$ 809 700,00 Árbitro: SP Edmundo Lima Filho |

### Partidas com mais gols
| 23 de agosto de 1997 | Bahia                                          | 3 – 3 | Fluminense                                 | Fonte Nova                                                                   |
|                      | Guga 3' · Lima Sergipano 63' · Róbson Luís 65' |       | César 46' · Yan 56' · Paulinho McLaren 91' | Público: 16 133 pagantes Renda: R$ 126 912,00 Árbitro: SP Flávio de Carvalho |

| 9 de agosto de 2025 | Bahia                                                      | 3 – 3 | Fluminense                | Arena Fonte Nova                                                                |
|                     | Bernal 13' (g.c.) · Éverton Ribeiro 19' · Luciano Juba 89' |       | Cano 9', 49' · Nonato 72' | Público: 35 668 Renda: R$ 1 298 824,00 Árbitro: GO Jefferson Ferreira de Moraes |

## Maiores públicos
Apenas públicos pagantes, acima de 30.000, por falta de informações sobre o número de presentes nos jogos relacionados, exceto o jogo apontado.

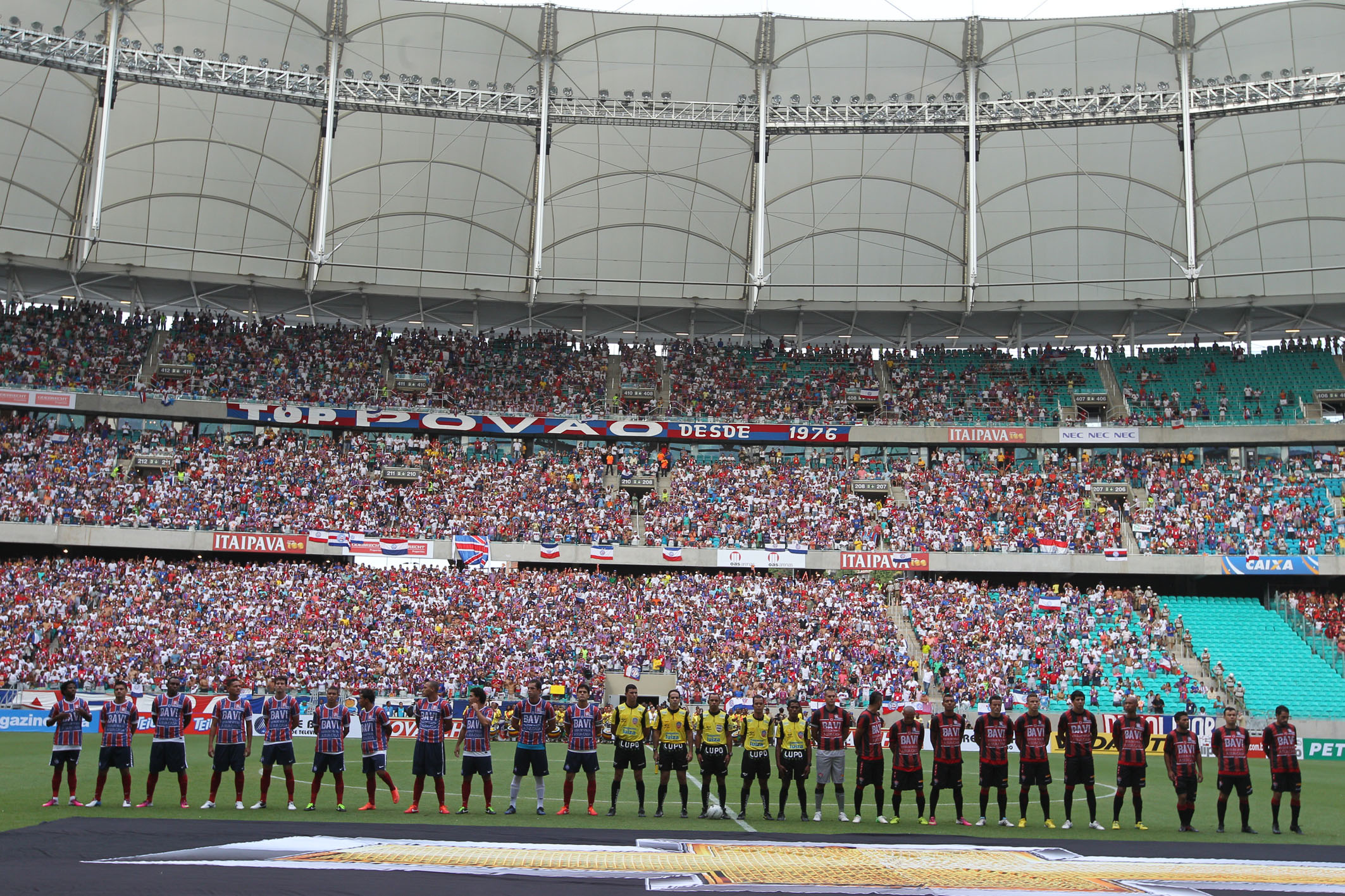
Torcida do Bahia na Arena Fonte Nova.

1. Torcida do Bahia na Arena Fonte Nova.Bahia 2 – 1 Fluminense, Fonte Nova, 110.438, 12 de fevereiro de 1989, Campeonato Brasileiro.
2. Fluminense 1 – 0 Bahia, Maracanã, 50.262, 4 de agosto de 2024, Campeonato Brasileiro.

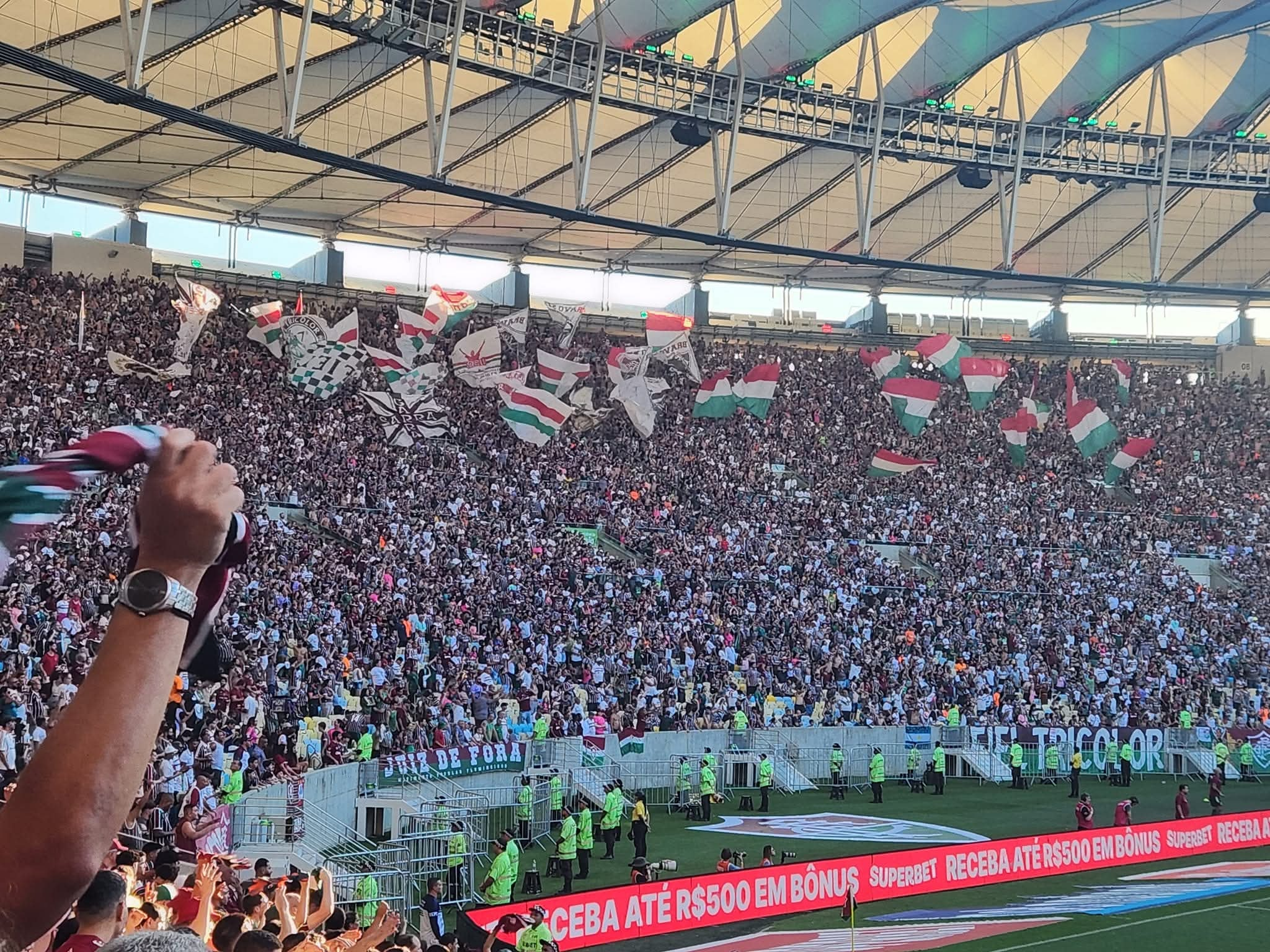
Torcida do Fluminense em partida contra o Bahia, pelo Brasileirão de 2024, no Maracanã.

3. Torcida do Fluminense em partida contra o Bahia, pelo Brasileirão de 2024, no Maracanã.Bahia 2 – 2 Fluminense, Fonte Nova, 47.074, 25 de abril de 2007, Copa do Brasil.
4. Bahia 0 – 0 Fluminense, Fonte Nova, 40.820, 6 de março de 1985, Campeonato Brasileiro.
5. Bahia 1 – 2 Fluminense, Arena Fonte Nova, 40.249, 8 de dezembro de 2013, Campeonato Brasileiro (42.849 presentes).[26]
6. Bahia 0 – 0 Fluminense, Fonte Nova, 36.670, 12 de setembro de 1976, Campeonato Brasileiro.
7. Fluminense 1 – 0 Bahia, Maracanã, 36.433, 28 de novembro de 1976, Campeonato Brasileiro.
8. Bahia 3 – 3 Fluminense, Arena Fonte Nova, 35.668, 9 de agosto de 2025, Campeonato Brasileiro (35.505 pagantes).[27]
9. Fluminense 0 – 0 Bahia, Maracanã, 34.421, 9 de fevereiro de 1989, Campeonato Brasileiro.
10. Bahia 1 – 1 Fluminense, Fonte Nova, 33.940, 11 de março de 1984, Campeonato Brasileiro.
11. Bahia 0 – 1 Fluminense, Fonte Nova, 33.237, 5 de setembro de 1973, Campeonato Brasileiro.
12. Fluminense 2 – 1 Bahia, Maracanã, 31.184, 14 de abril 1985, Campeonato Brasileiro.
13. Bahia 1 – 1 Fluminense, Fonte Nova, 30.662, 30 de setembro de 2001, Campeonato Brasileiro.

Por décadas
1971/1980: 3.
1981/1990: 5.
2001/2010: 2.
2011/2020: 1.
2021/2030: 2.
No Estádio do Pituaçu
1. Bahia 0–2 Fluminense, 21.993, 10 de outubro de 2012, Campeonato Brasileiro.

## Todos os confrontos
Campeão em jogo válido por final de campeonato.
 Vice-campeão em jogo válido por final de campeonato ou em rodada que decidiu o título.
| Lista de jogos          | Lista de jogos | Lista de jogos | Lista de jogos | Lista de jogos                                       | Lista de jogos   | Lista de jogos |
| Data                    | Time mandante  | Placar         | Time visitante | Competição                                           | Estádio          | Local          |
| ----------------------- | -------------- | -------------- | -------------- | ---------------------------------------------------- | ---------------- | -------------- |
| 4 de março de 1945      | Bahia          | 1 – 2          | Fluminense     | Taça Esporte Clube Bahia e Taça Prefeito de Salvador | Campo da Graça   | Salvador       |
| 24 de fevereiro de 1946 | Bahia          | 0 – 3          | Fluminense     | Taça Interventor Federal                             | Campo da Graça   | Salvador       |
| 9 de fevereiro de 1947  | Bahia          | 1 – 3          | Fluminense     | Jogo amistoso                                        | Campo da Graça   | Salvador       |
| 1 de julho de 1951      | Bahia          | 0 – 2          | Fluminense     | Taça Secretário da Viação de Obras Públicas da Bahia | Fonte Nova       | Salvador       |
| 1 de abril de 1956      | Bahia          | 2 – 1          | Fluminense     | Jogo amistoso                                        | Campo da Graça   | Salvador       |
| 10 de maio de 1956      | Bahia          | 2 – 3          | Fluminense     | Jogo amistoso                                        | Campo da Graça   | Salvador       |
| 2 de fevereiro de 1958  | Bahia          | 2 – 3          | Fluminense     | Jogo amistoso                                        | Fonte Nova       | Salvador       |
| 7 de janeiro de 1959    | Bahia          | 0 – 0          | Fluminense     | Jogo amistoso                                        | Fonte Nova       | Salvador       |
| 9 de janeiro de 1959    | Bahia          | 3 – 2          | Fluminense     | Jogo amistoso                                        | Fonte Nova       | Salvador       |
| 3 de fevereiro de 1959  | Bahia          | 1 – 4          | Fluminense     | Jogo amistoso                                        | Fonte Nova       | Salvador       |
| 17 de maio de 1961      | Fluminense     | 1 – 1          | Bahia          | Jogo amistoso                                        | Laranjeiras      | Rio de Janeiro |
| 13 de junho de 1965     | Bahia          | 0 – 2          | Fluminense     | Jogo amistoso                                        | Fonte Nova       | Salvador       |
| 23 de outubro de 1968   | Bahia          | 1 – 3          | Fluminense     | Campeonato Brasileiro                                | Fonte Nova       | Salvador       |
| 24 de agosto de 1969    | Bahia          | 1 – 1          | Fluminense     | Taça Associación de La Prensa                        | Fonte Nova       | Salvador       |
| 10 de setembro de 1969  | Bahia          | 1 – 3          | Fluminense     | Torneio Roberto Gomes Pedrosa                        | Fonte Nova       | Salvador       |
| 14 de outubro de 1970   | Bahia          | 1 – 0          | Fluminense     | Campeonato Brasileiro                                | Batistão         | Aracaju        |
| 31 de outubro de 1971   | Bahia          | 0 – 0          | Fluminense     | Campeonato Brasileiro                                | Fonte Nova       | Salvador       |
| 5 de dezembro de 1971   | Bahia          | 0 – 1          | Fluminense     | Torneio José Macedo Aguiar                           | Fonte Nova       | Salvador       |
| 26 de outubro de 1972   | Bahia          | 1 – 0          | Fluminense     | Campeonato Brasileiro                                | Fonte Nova       | Salvador       |
| 5 de setembro de 1973   | Bahia          | 0 – 1          | Fluminense     | Campeonato Brasileiro                                | Fonte Nova       | Salvador       |
| 25 de maio de 1974      | Bahia          | 1 – 0          | Fluminense     | Campeonato Brasileiro                                | Fonte Nova       | Salvador       |
| 10 de março de 1976     | Bahia          | 1 – 1          | Fluminense     | Jogo amistoso                                        | Fonte Nova       | Salvador       |
| 12 de setembro de 1976  | Bahia          | 0 – 0          | Fluminense     | Campeonato Brasileiro                                | Fonte Nova       | Salvador       |
| 28 de novembro de 1976  | Fluminense     | 1 – 0          | Bahia          | Campeonato Brasileiro                                | Maracanã         | Rio de Janeiro |
| 20 de novembro de 1977  | Fluminense     | 1 – 0          | Bahia          | Campeonato Brasileiro                                | Maracanã         | Rio de Janeiro |
| 28 de maio de 1978      | Bahia          | 1 – 1          | Fluminense     | Campeonato Brasileiro                                | Fonte Nova       | Salvador       |
| 19 de outubro de 1983   | Bahia          | 0 – 0          | Fluminense     | Jogo amistoso                                        | Fonte Nova       | Salvador       |
| 11 de março de 1984     | Bahia          | 1 – 1          | Fluminense     | Campeonato Brasileiro                                | Fonte Nova       | Salvador       |
| 21 de março de 1984     | Fluminense     | 3 – 1          | Bahia          | Campeonato Brasileiro                                | Maracanã         | Rio de Janeiro |
| 6 de março de 1985      | Bahia          | 0 – 0          | Fluminense     | Campeonato Brasileiro                                | Fonte Nova       | Salvador       |
| 14 de abril de 1985     | Fluminense     | 2 – 1          | Bahia          | Campeonato Brasileiro                                | Maracanã         | Rio de Janeiro |
| 30 de janeiro de 1986   | Bahia          | 1 – 0          | Fluminense     | Jogo amistoso                                        | Fonte Nova       | Salvador       |
| 12 de outubro de 1987   | Fluminense     | 0 – 1          | Bahia          | Campeonato Brasileiro                                | Maracanã         | Rio de Janeiro |
| 10 de setembro de 1988  | Fluminense     | 3 – 0          | Bahia          | Campeonato Brasileiro                                | Maracanã         | Rio de Janeiro |
| 9 de fevereiro de 1989  | Fluminense     | 0 – 0          | Bahia          | Campeonato Brasileiro                                | Maracanã         | Rio de Janeiro |
| 12 de fevereiro de 1989 | Bahia          | 2 – 1          | Fluminense     | Campeonato Brasileiro                                | Fonte Nova       | Salvador       |
| 6 de setembro de 1989   | Bahia          | 1 – 2          | Fluminense     | Campeonato Brasileiro                                | Fonte Nova       | Salvador       |
| 4 de outubro de 1990    | Fluminense     | 1 – 4          | Bahia          | Campeonato Brasileiro                                | Laranjeiras      | Rio de Janeiro |
| 6 de março de 1991      | Fluminense     | 2 – 0          | Bahia          | Campeonato Brasileiro                                | Laranjeiras      | Rio de Janeiro |
| 8 de março de 1992      | Fluminense     | 2 – 1          | Bahia          | Campeonato Brasileiro                                | Laranjeiras      | Rio de Janeiro |
| 2 de novembro de 1994   | Bahia          | 1 – 1          | Fluminense     | Campeonato Brasileiro                                | Fonte Nova       | Salvador       |
| 24 de agosto de 1995    | Bahia          | 0 – 1          | Fluminense     | Campeonato Brasileiro                                | Pituaçu          | Salvador       |
| 9 de outubro de 1996    | Fluminense     | 1 – 1          | Bahia          | Campeonato Brasileiro                                | Laranjeiras      | Rio de Janeiro |
| 23 de agosto de 1997    | Bahia          | 3 – 3          | Fluminense     | Campeonato Brasileiro                                | Fonte Nova       | Salvador       |
| 29 de julho de 2000     | Fluminense     | 2 – 0          | Bahia          | Campeonato Brasileiro                                | Maracanã         | Rio de Janeiro |
| 30 de setembro de 2001  | Bahia          | 1 – 1          | Fluminense     | Campeonato Brasileiro                                | Fonte Nova       | Salvador       |
| 20 de outubro de 2002   | Fluminense     | 1 – 0          | Bahia          | Campeonato Brasileiro                                | Maracanã         | Rio de Janeiro |
| 6 de julho de 2003      | Fluminense     | 1 – 0          | Bahia          | Campeonato Brasileiro                                | Maracanã         | Rio de Janeiro |
| 25 de outubro de 2003   | Bahia          | 2 – 2          | Fluminense     | Campeonato Brasileiro                                | Fonte Nova       | Salvador       |
| 19 de abril de 2007     | Fluminense     | 1 – 1          | Bahia          | Copa do Brasil                                       | Maracanã         | Rio de Janeiro |
| 25 de abril de 2007     | Bahia          | 2 – 2          | Fluminense     | Copa do Brasil                                       | Fonte Nova       | Salvador       |
| 18 de junho de 2011     | Fluminense     | 0 – 1          | Bahia          | Campeonato Brasileiro                                | Engenhão         | Rio de Janeiro |
| 18 de setembro de 2011  | Bahia          | 3 – 0          | Fluminense     | Campeonato Brasileiro                                | Pituaçu          | Salvador       |
| 19 de julho de 2012     | Fluminense     | 4 – 0          | Bahia          | Campeonato Brasileiro                                | Engenhão         | Rio de Janeiro |
| 10 de outubro de 2012   | Bahia          | 0 – 2          | Fluminense     | Campeonato Brasileiro                                | Pituaçu          | Salvador       |
| 7 de setembro de 2013   | Fluminense     | 1 – 0          | Bahia          | Campeonato Brasileiro                                | Maracanã         | Rio de Janeiro |
| 8 de dezembro de 2013   | Bahia          | 1 – 2          | Fluminense     | Campeonato Brasileiro                                | Arena Fonte Nova | Salvador       |
| 24 de maio de 2014      | Bahia          | 0 – 1          | Fluminense     | Campeonato Brasileiro                                | Arena Barueri    | Barueri        |
| 4 de outubro de 2014    | Fluminense     | 1 – 1          | Bahia          | Campeonato Brasileiro                                | Mané Garrincha   | Brasília       |
| 9 de julho de 2017      | Bahia          | 1 – 1          | Fluminense     | Campeonato Brasileiro                                | Arena Fonte Nova | Salvador       |
| 29 de outubro de 2017   | Fluminense     | 1 – 1          | Bahia          | Campeonato Brasileiro                                | Maracanã         | Rio de Janeiro |
| 5 de agosto de 2018     | Fluminense     | 1 – 1          | Bahia          | Campeonato Brasileiro                                | Maracanã         | Rio de Janeiro |
| 22 de novembro de 2018  | Bahia          | 2 – 0          | Fluminense     | Campeonato Brasileiro                                | Arena Fonte Nova | Salvador       |
| 26 de maio de 2019      | Bahia          | 3 – 2          | Fluminense     | Campeonato Brasileiro                                | Arena Fonte Nova | Salvador       |
| 12 de outubro de 2019   | Fluminense     | 2 – 0          | Bahia          | Campeonato Brasileiro                                | Maracanã         | Rio de Janeiro |
| 11 de outubro de 2020   | Fluminense     | 1 – 0          | Bahia          | Campeonato Brasileiro                                | Maracanã         | Rio de Janeiro |
| 3 de fevereiro de 2021  | Bahia          | 0 – 1          | Fluminense     | Campeonato Brasileiro                                | Arena Fonte Nova | Salvador       |
| 30 de agosto de 2021    | Fluminense     | 2 – 0          | Bahia          | Campeonato Brasileiro                                | Maracanã         | Rio de Janeiro |
| 5 de dezembro de 2021   | Bahia          | 2 – 0          | Fluminense     | Campeonato Brasileiro                                | Arena Fonte Nova | Salvador       |
| 24 de junho de 2023     | Fluminense     | 2 – 1          | Bahia          | Campeonato Brasileiro                                | Maracanã         | Rio de Janeiro |
| 31 de outubro de 2023   | Bahia          | 1 – 0          | Fluminense     | Campeonato Brasileiro                                | Arena Fonte Nova | Salvador       |
| 16 de abril de 2024     | Bahia          | 2 – 1          | Fluminense     | Campeonato Brasileiro                                | Arena Fonte Nova | Salvador       |
| 4 de agosto de 2024     | Fluminense     | 1 – 0          | Bahia          | Campeonato Brasileiro                                | Maracanã         | Rio de Janeiro |
| 9 de agosto de 2025     | Bahia          | 3 – 3          | Fluminense     | Campeonato Brasileiro                                | Arena Fonte Nova | Salvador       |
| 28 de agosto de 2025    | Bahia          |                | Fluminense     | Copa do Brasil                                       | Arena Fonte Nova | Salvador       |
| 10 de setembro de 2025  | Fluminense     |                | Bahia          | Copa do Brasil                                       | Maracanã         | Rio de Janeiro |
| 21 de dezembro de 2025  | Fluminense     |                | Bahia          | Campeonato Brasileiro                                | Maracanã         | Rio de Janeiro |